# Qasigiannguit

Qasigiannguit ("De små fläckiga sälarna", danska: Christianshåb) är en stad i regionen Västra Grönland på Grönland grundad 1734 av Hans Egedes son Poul Egede. Borgmästare för staden är Daniel Petersen.

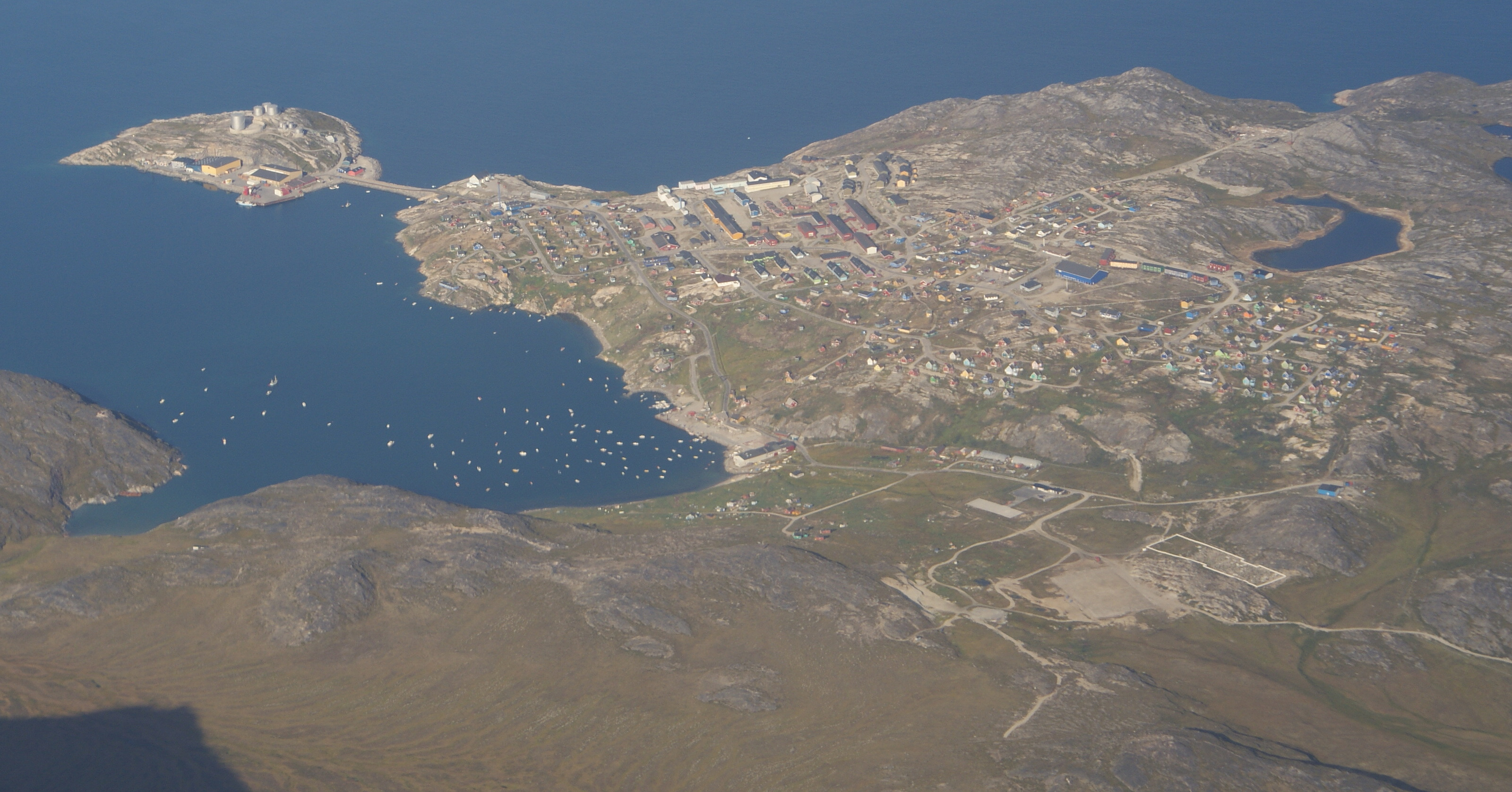
Flygbild av Qasigiannguit

Staden har cirka 1 700 invånare.

## Byar
- Ikamiut